# باسيل بولي

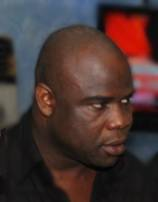
باسيل بولي

## ولادته
ولد باسيل بولي (بالفرنسية: Basile Boli)‏ في الثاني من يناير سنة 1967 في العاصمة الافوارية أبيدجان في منطقة ادجامي وهو لاعب كرة قدم وتحصل على الجنسية الفرنسية ومثل المنتخب الفرنسي في أكثر من مناسبة.

## بدايته الكروية
بالرغم من أن بولي قد ولد في العاصمة الافوارية ابيدجان الا انه هاجر لفرنسا في سن مبكرة وبدأ مسيرته الكروية مع فرق الشباب في العاصمة باريس وكان غير مرغوب فيه بنادي باريس سان جرمان وهو وشقيقه روجر قبل أن ينتقل للعب في مركز تدريب نادي اوكسير سنة 1982 حيث كان يلعب في مركز الدفاع وامتاز بالقوة مما اهله للعب في الفريق الأول للنادي وتألق بشكل لافت حتى أصبح من أكثر اللاعبين شعبية في الفريق ومحبوب من قبل الجماهير وأيضا من المدرب، وبتألقه اللافت مع فريقه اوكسير في 252 مباراة ويتسجيله 4 اهداف مع اوكسير سرعان ما لفت انظار الاندية الفرنسية الكبيرة ومنها فريق مرسيليا والذي كان تحت رئاسة برنار تابي والذي كان يسعى لبناء فريق قوي يستطيع فرض سيطرته على الكرة الفرنسية وأيضا المنافسة على البطولات الأوروبية.

## انتقاله إلى مرسيليا
وبالفعل وفي سنة 1990 وقع بولي عقد انتقاله لنادي الجنوب الفرنسي نادي مرسيليا واستطاع بولي التألق مع الفريق وحقق بطولتي دوري فرنسا سنوات 1991 و 1992 وأصبح مرسيليا الفريق الأقوى في فرنسا في بداية التسعينات من القرن الماضي بفضل وجود لاعبين كبار امثال ديدي ديشان، مما ساعد بولي لكسب الكثير من الخبرة والتجربة في هذا النادي وكانت سنة 1991 من أبرز السنوات حيث حقق مرسيليا الفوز بالدوري وأيضا الوصول لنهائي ابطال أوروبا امام فريق النجم الأحمر في مدينة باري الإيطالية حيث انتهت المباراة بالتعادل وخسر مرسيليا اللقب بضربات الجزاء وكانت جميع التلفزيونات قد نقلت اجواء الحزن لدى الفريق الفرنسي وأيضا في وجه بولي وسميت تلك المباراة «بدومع باري» وبعد سنتين تحقق الإنجاز الأكبر هو الفوز بدوري ابطال أوروبا على حساب ميلان الإيطالي وهو كان صاحب هذا الهدف برأسية رائعة ليتوج مرسيليا باللقب الوحيد له على صعيد المسابقة وهو اللقب الفرنسي الوحيد ليدخل بولي التاريخ من اوسع أبوابه، حيث مثل مرسيليا في 163 مباراة وسجل 27 هدف.

## انتقاله من مرسيليا
وعلى الرغم من هذا النجاح الكبير إلا أن بولي غادر مرسيليا في سنة 1994 ليلتحق بنادي رينجرز بعد الكشف عن تلاعب مرسيليا ورئيسه برنار تابي بنتائج المباريات وأصبح مرسيليا مهددا بالهبوط للدرجة الأدنى شأنه شأن الكثير من اللاعبين الكبار في مرسيليا، وفي صيف 1994 وقع بولي عقد انتقاله لرينجرز بقيمة مليوني جنيه استرليني ليلعب مع اللاعب الكبير براين لاودروب حيث لعب مع الفريق في موسم 1994-1995 أكثر من 28 مباراة وسجل هدفين ليساعد فريقه بالفوز بالدوري وبالرغم من ذلك الا انه لم يستمر مع الفريق.
وبعد موسم واحد قضاه مع رينجرز قرر بولي العودة لفرنسا وتحديدا مع نادي موناكو في موسم 1995-1996 الا انه لم يلعب كثيرا بسبب الإصابة التي لحقت به في الرأس نتيجة لاصطدامه مع حارس فريق ليدز يونايتد مارد ديلاروتشي في مسابقة كأس الاتحاد الأوروبي، وبعد ستة أشهر اتفق بولي ونادي موناكو على فسخ العقد بينهم حيث مثل الفريق في 11 مباراة فقط، وفي الموسم التالي انتقل لفريق اوراوا الياباني سنة 1997 لينهي مسيرته الكروية في الدوري الياباني بمجموع 32 مباراة وبرصيد هدفين.

## اعتزاله
وفي صيف سنة 1997 أعلن بولي اعتزاله اللعب نهائيا والتفرغ للعمل في مجال السياسة وهو أحد أكثر المؤيدين للرئيس الفرنسي نيكولا ساركوزي وفي يوم 16 أكتوبر سنة 2007 عين باسيل بولي في منصب الأمين العام لاتحاد الحركة الشعبية المسؤولة عن التنمية المشتركة، وفي 30 يناير 2008 تم منح باسيل بولي وسام الشرف، وفي 17 نوفمبر 2009 تم حبس باسيل بولي على ذمة التحقيق في قضية اختلاس للاموال وأيضا اساءة استخدام مركزه.

## بولي مع المنتخب الفرنسي
منذ سنة 1986 أصبح بولي لاعبا أساسيا مع المنتخب الفرنسي حتى عام 1993 ولكنه لم يعرف النجاح مع المنتخب مثلما عرف التألق مع مرسيليا على الرغم من وجود العديد من اللاعبين الدوليين الكبار امثال بابان وكانتونا، حيث فشل الديوك في التأهل لكاس العالم 1990 والظهور المخيب للامال في كأس الأمم الأوروبية سنة 1992 على الرغم من المستوى الكبير في التصفيات المؤهلة، وأيضا الفشل في التأهل لكأس العالم 1994 واصابة بولي في خريف سنة 1993 والتي ابعدته عن المنتخب للابد ليظل بولي بدون أي بطولات مع المنتخب الفرنسي.
| النادي          | من   | إلى  | عدد المباريات | عدد الأهداف |
| --------------- | ---- | ---- | ------------- | ----------- |
| أوكسير          | 1982 | 1990 | 252           | 4           |
| مرسيليا         | 1990 | 1994 | 163           | 27          |
| رينجرز          | 1994 | 1995 | 23            | 2           |
| موناكو          | 1995 | 1996 | 13            | 0           |
| اوراوا الياباني | 1996 | 1997 | 33            | 2           |
| المنتخب الفرنسي | 1986 | 1993 | 45            | 3           |

 a

## روابط خارجية
- باسيل بولي على موقع IMDb (الإنجليزية)
- باسيل بولي على موقع ميوزك برينز (الإنجليزية)
- باسيل بولي على موقع ديسكوغز (الإنجليزية)
- باسيل بولي على موقع الاتحاد الدولي (مؤرشف)  (الإنجليزية)
- باسيل بولي على موقع الاتحاد الأوربي (الإنجليزية)
- باسيل بولي على موقع رابطة كرة القدم اليابانية للمحترفين (اليابانية)
- باسيل بولي على موقع قاعدة بيانات كرة القدم.إي يو (الإنجليزية)
- باسيل بولي على موقع ناشيونال فوتبول تيمز (الإنجليزية)
- باسيل بولي على موقع Soccerway.com (الإنجليزية)
- باسيل بولي على موقع عالم كرة القدم.نت (الإنجليزية)